# Otto Niedermoser
Otto Niedermoser (* 5. Mai 1903 in Wien, Österreich-Ungarn; † 4. März 1976 ebenda) war ein österreichischer Szenograf (Bühnen- und Kostümbildner sowie Filmarchitek), Architekt und Hochschullehrer.

## Studium und Lehrtätigkeit
Otto Niedermoser wurde als Sohn des Tapezierermeisters Wilhelm Niedermoser und der Maria Anna geb. Himmelbauer geboren. Er besuchte ab 1917 die Kunstgewerbeschule in seiner Heimatstadt Wien, wo ihn der Architekt Oskar Strnad und die Textilkünstlerin Rosalia Rothansl unterrichteten, und schloss das Studium 1922 mit Diplom aus Innenarchitektur bei Oskar Strnad ab. Von 1923 bis 1925 war er Assistent an der Fachklasse für Architektur bei Oskar Strnad und arbeitete daneben als selbstständiger Innenarchitekt. 1924 wurde der 21-jährige unter Max Reinhardt mit seiner ersten Bühnenausstattung im Theater in der Josefstadt für Eugene O’Neills Anna Christie – mit dem der Dramatiker kurz zuvor mit dem Pulitzer-Preis  ausgezeichnet worden war – betraut.

Das Weite Land, (Arthur Schnitzler), Bühnenbildentwurf zum 2. Akt (Garten und Fassadendetail der Villa Hofreiter), Otto Niedermoser, 1932, Theater in der Josefstadt, Bleistift, Pastell auf Transparentpapier, 18,5 × 28,5 cm.

Dame Kobold (Calderón de la Barca), Bühnenbild "Straße in Madrid", Otto Niedermoser, 1940, Theater in der Josefstadt, Tempera / Zeichenkarton, Kunstsammlung und Archiv, Universität für angewandte Kunst Wien, Inv. Nr. 16.449/29-31/FW

Santa Cruz (Max Frisch), Bühnenbildentwurf (5. Bild), Otto Niedermoser, 1947, Theater in der Josefstadt, Farbstift, Tinte, Tusche, Bleistift auf Transparentpapier, Kunstsammlung und Archiv, Universität für angewandte Kunst Wien, Inv. Nr. ON 48/4

Spiel zu zweit (William Gibson), Bühnenbildentwurf, Otto Niedermoser, 1959, Theater in der Josefstadt, Bleistift, Pause, Aquarell auf Papier, Kunstsammlung und Archiv, Universität für angewandte Kunst Wien, Inv. Nr. ON 79/2

Ab 1925 betrieb Niedermoser bei Peter Behrens an der Akademie der bildenden Künste ein Architekturstudium. 1927 trug ihm sein höchst beachteter Entwurf für den Völkerbundpalast in Genf den Rompreis der Akademie ein. 1928 schloss er das Studium mit Diplom ab. 1930 erwarb Niedermoser die Befugnis als Zivilarchitekt. Zwischen 1930 und 1935 war Niedermoser Assistent an der Kunstgewerbeschule (Fachklasse für Innenausbau, Prof. Carl Witzmann). Studienreisen führten ihn nach Dalmatien, Italien, Deutschland, Frankreich und England. Ab 1935 war Niedermoser an der Kunstgewerbeschule selbstständiger Leiter der Klasse für Allgemeine Formenlehre (ab 1936 als Professor) sowie Nachfolger von Oscar Strnads Bühnenbildnerkurs in Verbindung mit dem Max Reinhardt Seminar im Schönbrunner Schlosstheater.

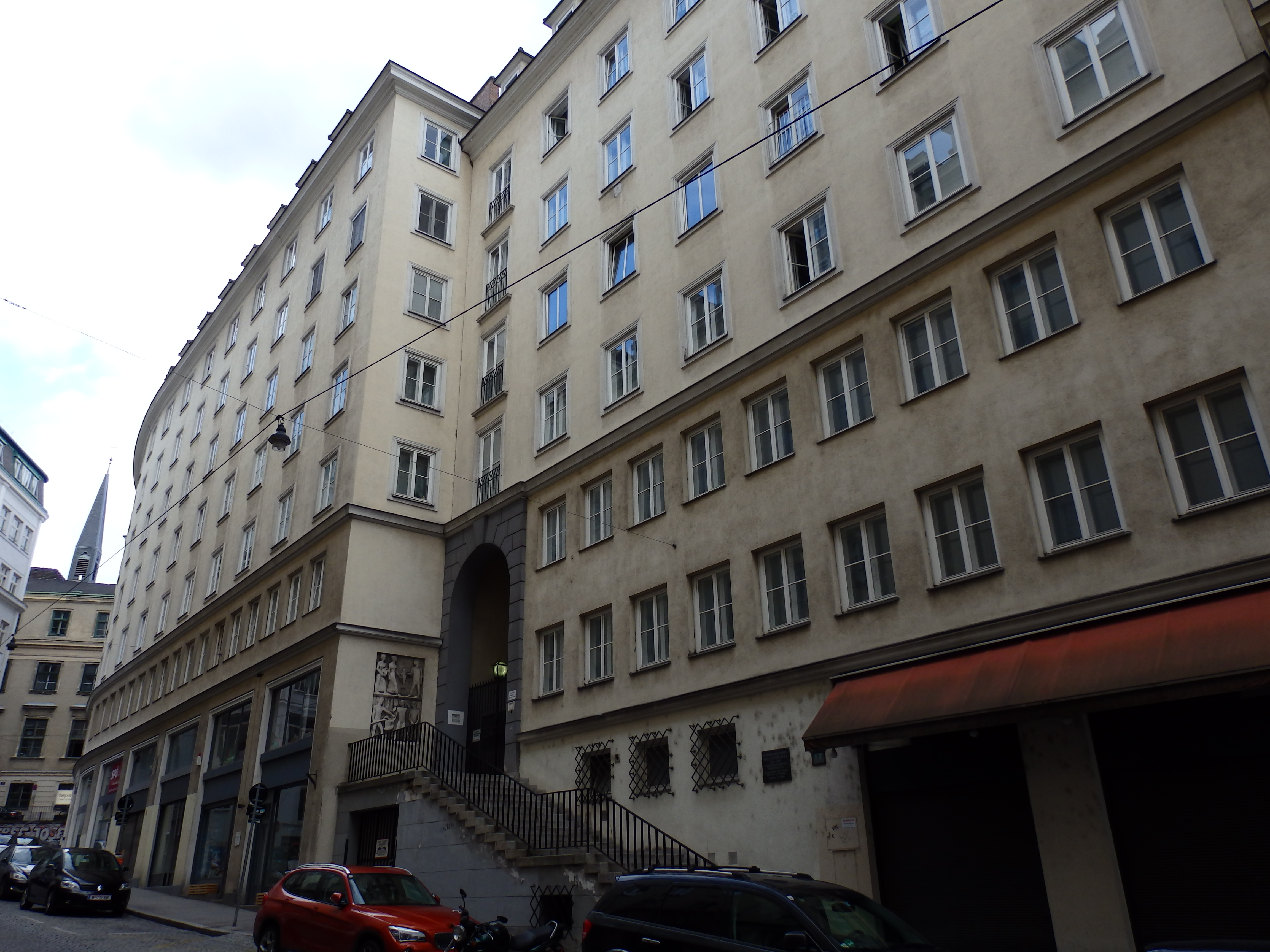
Gemeindebau (1952–54) Otto Niedermoser gemeinsam mit Hans Petermair, Fischerstiege 1–7, Wien-Innere Stadt

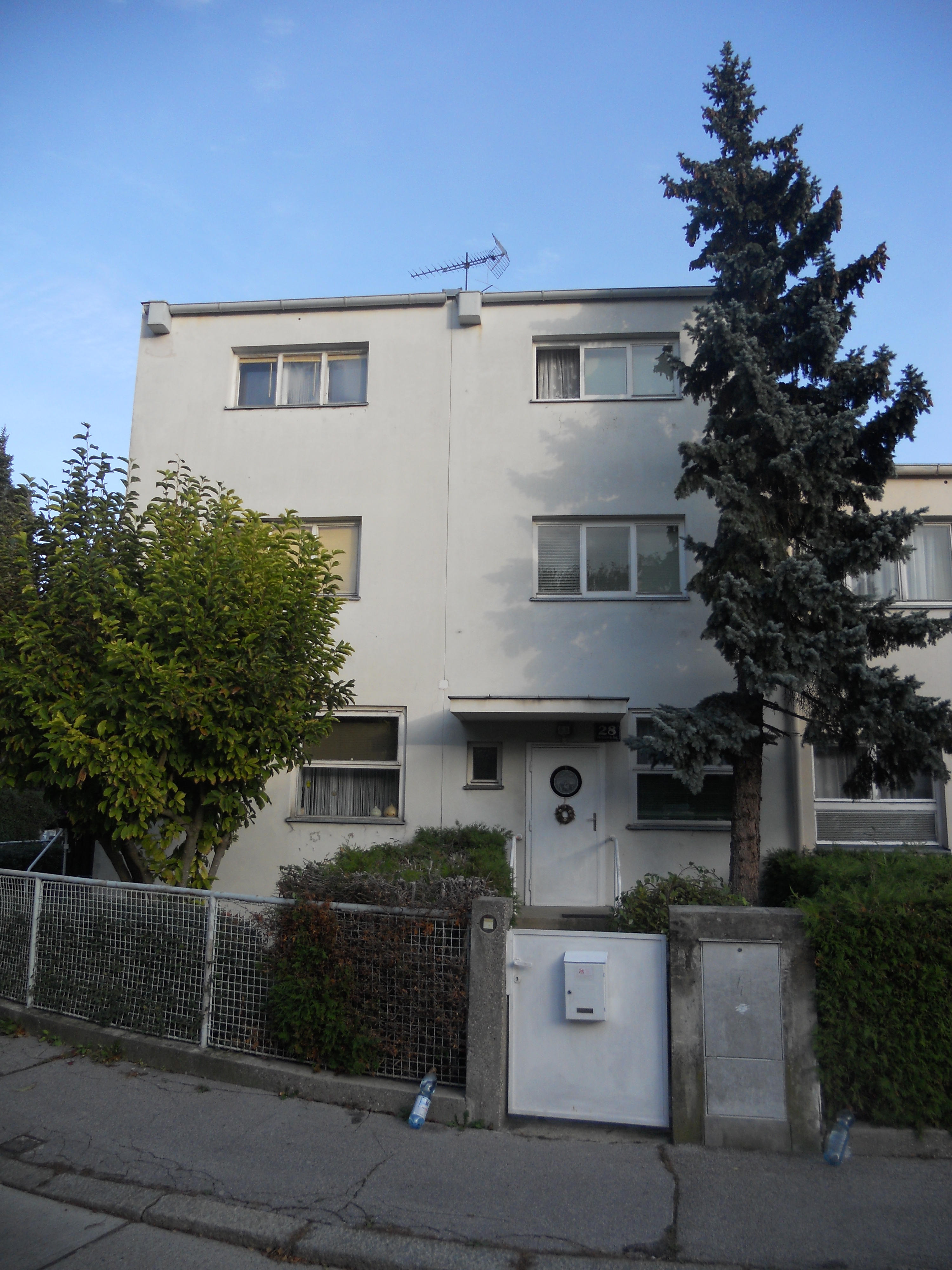
Haus in der Wiener Werkbundsiedlung, Otto Niedermoser gemeinsam mit Karl Augustinus Bieber

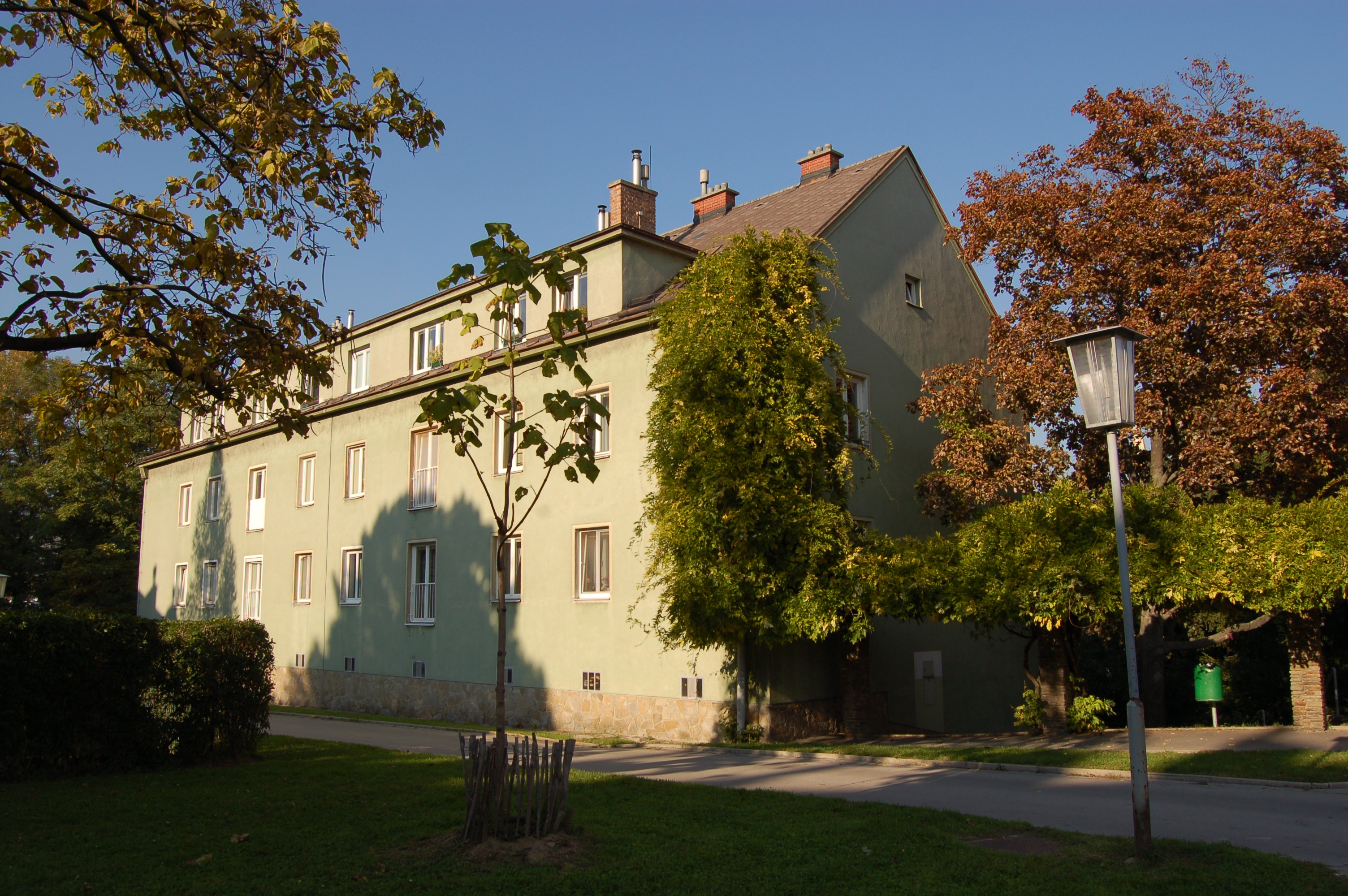
Gemeindebau Anton-Proksch-Hof, 1956/57, Otto Niedermoser

Als Hochschulprofessor leitete der mit zahlreichen Preisen ausgezeichnete Wiener ab 1950 neben der Meisterklasse für Bühnen- und Filmgestaltung auch die Meisterklasse für Möbelbau und Raumgestaltung an der Akademie – ab 1970 Hochschule – für angewandte Kunst in Wien bis zu seiner Emeritierung im Jahr 1973.

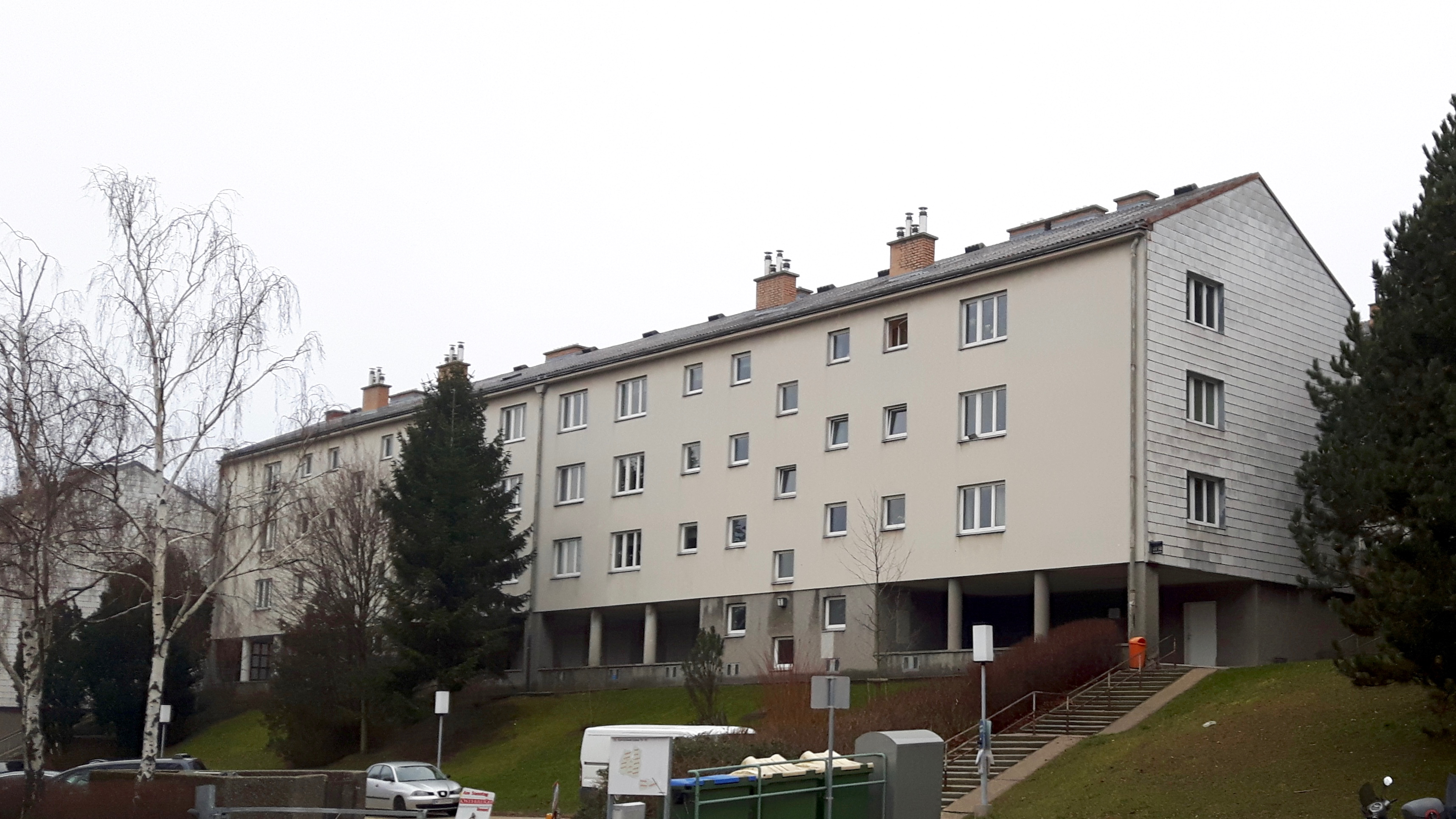
Marktgemeindegasse 44-50, 1965/1970 Otto Niedermoser

## Theater und Filmausstattungen
Zwischen 1924 und 1975 schuf Otto Niedermoser für mehr als 260 Werke das Bühnenbild. Als bevorzugte Kostümbildnerin Niedermosers ist an erster Stelle Elli Rolf (1913–2000) zu nennen, die mehr als 25 seiner Theaterproduktionen aber auch die Filme Sommerliebe und den Science-Fiction-Film 1. April 2000 ausstattete, gefolgt von Erni Kniepert (1911–1990), die für 11 seiner Bühnengestaltungen die Kostüme entwarf.
Angesichts dieser Fülle von Aktivitäten belaufen sich Niedermosers szenografische Arbeiten für den Film zwischen 1936 und 1952 gerade auf ein Dutzend. (1963 sollte er noch einmal zum Kino zurückkehren und die Bauten, die der einst aus Wien nach Hollywood emigrierte Schauspieler, Theater- und Filmregisseur Otto Preminger für die Wiener Sequenzen seines Films Der Kardinal benötigte, entwerfen). Die Zusammenarbeit Niedermosers mit Regisseuren erwies sich stets als sehr dauerhaft. So hatte diese im Fall Preminger 1927 mit Der glückliche Gatte im Theater in der Josefstadt seinen Anfang genommen, der vor dem Zweiten Weltkrieg 18 weitere Produktionen folgten. (Übrigens inszenierte Otto Preminger, der 1935 nach Amerika emigriert war, in New York 1938 Ralph Benatzkys Operette Der König mit dem Regenschirm in der Bühnenausstattung Niedermosers von der Uraufführung am Theater in der Josefstadt aus 1935). 1937 entwarf Niedermoser in London am St. James Theatre das Bühnenbild für Eugen Heltais The Silent Knight. Auch unter der Regie von Ernst Lothar (1890–1974) schuf Niedermoser nicht weniger als 20 Bühnenausstattungen. Nach der Machtübernahme der Nationalsozialisten in Österreich zeichnete Niedermoser am Theater in der Josefstadt unter der Regie von Hans Thimig (1900–1991) für 18 Produktionen verantwortlich, gefolgt von 30 Theaterstücken unter der Regie von Rudolf Steinboeck (1908–1996) am Theater in der Josefstadt (der dessen Direktor von 1945 bis 1954 war), ab 1957 auch am Burgtheater und Akademietheater. In die Welt der Oper machte Niedermoser 1964 mit der Ausstattung von Richard Strauss' Rosenkavalier an der Düsseldorfer Deutschen Oper am Rhein einen Ausflug. 1971 entwarf Niedermoser bei den Salzburger Festspielen das Bühnenbild zu Hugo von Hofmannsthals Der Unbestechliche im Kleinen Festspielhaus (Regie: Gustav Manker).

## Bauwerke, Umbauten und Innenausstattungen
Neben seiner intensiven Theatertätigkeit fand Otto Niedermoser auch die Zeit für die Arbeit jenseits der schönen Künste. So entwarf er auch in den Arbeitsbereichen Hochbau und Innenarchitektur: 1932 entstanden nach seinen Entwürfen zwei Reihenhäuser in der Wiener Werkbundsiedlung. 1941 gestaltete er das Theater der deutsch-besetzten lothringischen Hauptstadt Metz neu. Etwa zeitgleich entstanden im staatlichen Auftrag in Metz die Ausstattungen von Regierungsgebäude und Wirtschaftskammer nach Niedermosers Entwürfen sowie das Haus Bürckel in Saarbrücken. 1948 erhielt er den ersten Preis für seinen Entwurf zum Wiederaufbau des Wiener Burgtheaters, 1950 renovierte er das Theater in der Josefstadt und adaptierte die Sträuselsäle, 1955–1957 erfolgte die Instandsetzung und der Umbau der Urania in Wien. Zwischen 1960 und 1962 leitete Niedermoser die Sanierung und den Umbau des Theaters an der Wien, 1963 die Renovierung der Synagoge in Wiens Seitenstettengasse. 1973 übernahm er den Umbau der Wiener Kammerspiele am Fleischmarkt.

## Familie
Otto Niedermoser heiratete 1928 die Architektin Friederike ("Friedl") Domnosil (* 13. Oktober 1904 in Wien; † 24. Oktober 2000). Sie hatte von 1922 bis 1924 auch an der Kunstgewerbeschule bei Oskar Strnad und Carl Witzmann studiert. Nach der Heirat gab sie ihre selbständige Arbeit auf und war im Atelier ihres Mannes tätig. Die Kostüm- und Bühnenbildnerin Gabriele Niedermoser (* 1933), ehemalige Professorin der Universität für angewandte Kunst Wien, ist die Tochter von Otto und Friederike Niedermoser.

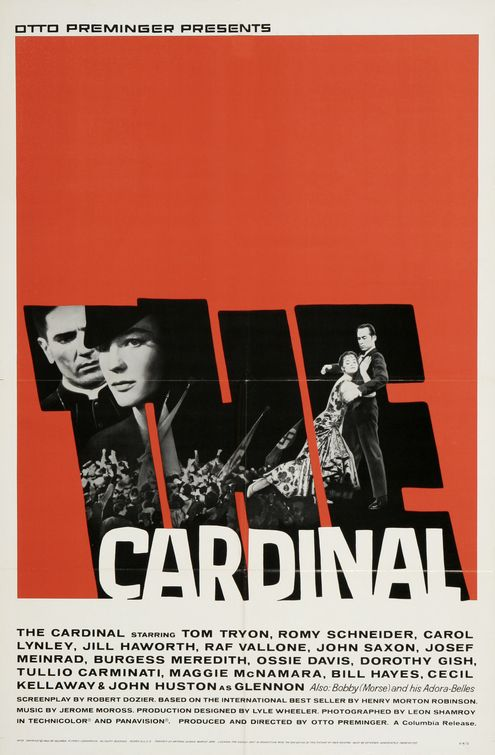
Der Kardinal, Filmplakat, 1963.

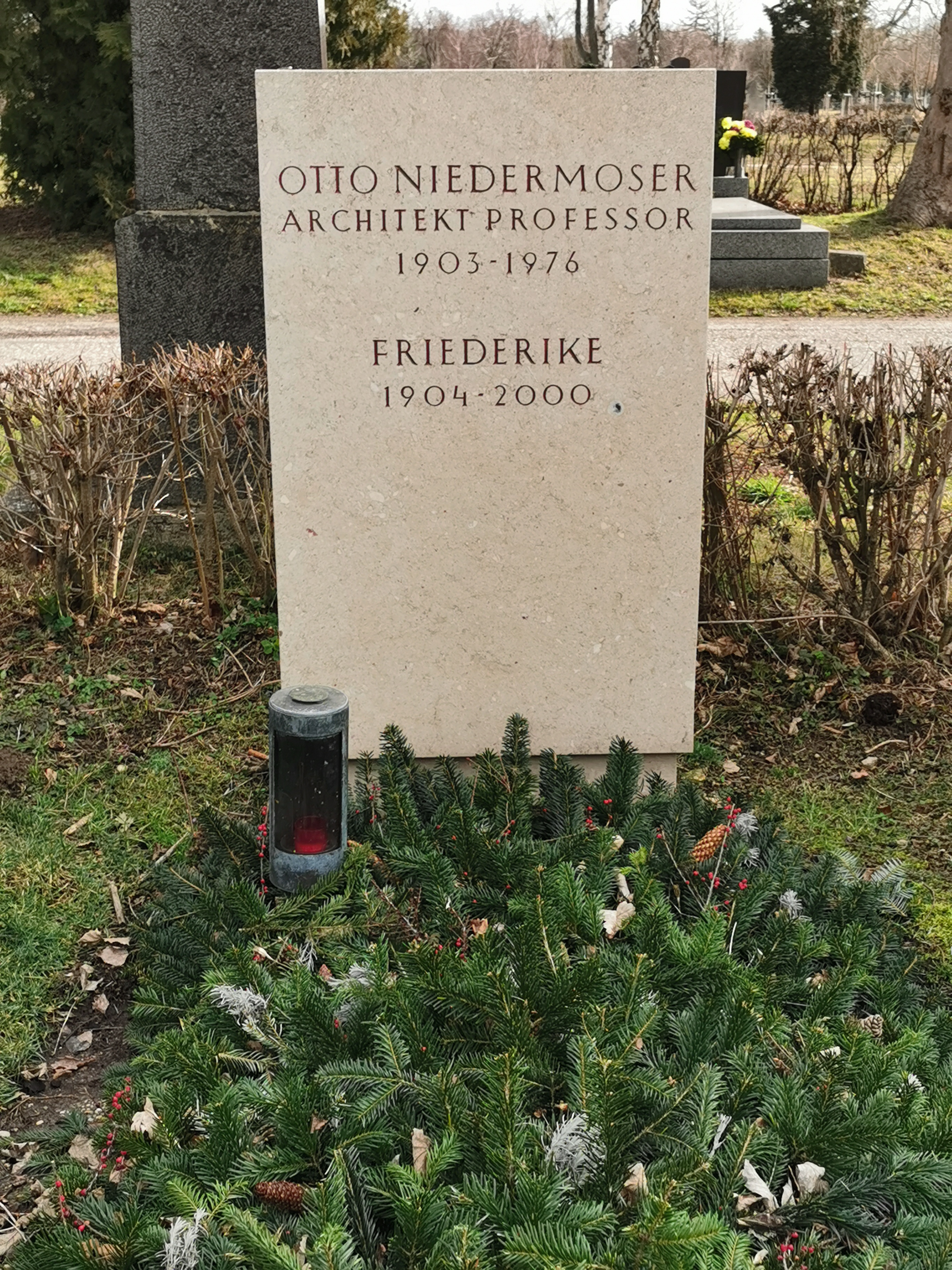
Grabstätte Niedermoser, Wiener Zentralfriedhof.

Otto Niedermoser ist auf dem Wiener Zentralfriedhof in einem Ehrengrab der Stadt Wien bestattet (Gruppe 40).
Zu seinen Ehren wurde im Jahr 1990 in Wien im Bezirk Donaustadt eine Straße nach ihm benannt (Niedermoserstraße). Aus Anlass der 100. Wiederkehr von Otto Niedermosers Geburtstag veranstaltete die Universität für angewandte Kunst Wien  im Jahr 2003 eine große Gedächtnisausstellung über sein szenografisches Schaffen.

## Filmografie
- 1936: Silhouetten
- 1942: Sommerliebe
- 1944: Das Herz muß schweigen
- 1944/49: Wie ein Dieb in der Nacht
- 1947: Singende Engel
- 1948: Der Engel mit der Posaune
- 1948: Nach dem Sturm
- 1949: Eroica
- 1949: Der Seelenbräu
- 1950: Cordula
- 1951: Wien tanzt
- 1952: 1. April 2000
- 1963: Der Kardinal (nur österr. Bauten)

## Auszeichnungen und Ehrungen
- 1926: Goldene Fügermedaille
- 1927: Rompreis
- 1934: Ehrenurkunde Wr. Kunstgewerbe-Verein
- 1949: Preis der Stadt Wien für Architektur
- 1963: Österreichisches Ehrenkreuz für Wissenschaft und Kunst I. Klasse
- 1963: Goldener Ehrenring der Landesinnung der Tischler
- 1968: Ehrenmedaille der Bundeshauptstadt Wien in Gold

## Publikationen
- Raumeinteilung im Kleinhaus, Otto Niedermoser. In: Schönes Wohnen 1.1927, 1. H., S. 20.
- Wohnungseinrichtungen, Otto Niedermoser. In: Die Frau von Heute, 1931, Heft 4.
- Wohnhaus mit Arztpraxis, Otto Niedermoser. In: Moderne Bauform, 1933.
- Ferien- und Wochenendhäuser, Otto Niedermoser. IN: Moderne Bauform, 1934.
- Ein Haus in Sievering, Otto Niedermoser. In: profil 3.1935, H..9, S. 424f.
- Wiener Wohnung - ein Weltbegriff, Otto Niedermoser. In: Die Bastei, 1946, Heft 2, 1. Jg.
- Neues Wohnen, Otto Niedermoser. Wien 1952.
- Otto Niedermoser: Schön Wohnen. Schöner Leben. Humboldt Verlag, Frankfurt am Main / Wien 1954.
- Ist ein Gesamtkunstwerk – Architektur, Malerei, Plastik – heute noch möglich?  Otto Niedermoser. In: profil 16.1961, Oktober, Sonderheft, S. 2 f.
- Oskar Strnad: 1879–1935. Otto Niedermoser, Wien 1965.